# Haplopteris owariensis
Haplopteris owariensis là một loài dương xỉ trong họ Pteridaceae. Loài này được Fée E.H. Crane mô tả khoa học đầu tiên năm 1997.